# Bredsand, Enköpings kommun
Bredsand är en tätort i Enköpings kommun i Uppsala län, belägen på östsidan av Enköpingsåns mynning i Svinnegarnsviken. Närmaste tätort är Haga, som ligger på andra sidan Enköpingsån. Orten är ett villa- och fritidshusområde, som växt i stor omfattning under början av 2000-talet
2005 avgränsades två småorter med beteckningarna Ryssbo och Prinsbo och Mariedal  i området (vilka nu utgör tre bostadsområden i tätorten). Dessa upplöstes vid tätortsavgränsningen 2010 och uppgick till sin helhet i den nya tätorten Bredsand. Den sydligaste delen av orten Bredsand ingick inte i tätorten, utan i småorten Bredsand södra och Skogsbo.

## Befolkningsutveckling
| Befolkningsutvecklingen i Bredsand 2010–2020                                                         | Befolkningsutvecklingen i Bredsand 2010–2020 | Befolkningsutvecklingen i Bredsand 2010–2020 | Befolkningsutvecklingen i Bredsand 2010–2020 | Befolkningsutvecklingen i Bredsand 2010–2020 |
| --- | -------------------------------------------- | -------------------------------------------- | -------------------------------------------- | -------------------------------------------- |
| |                                              |                                              |                                              |                                              |
| År                                                                                                   |                                              |                                              | Folkmängd                                    | Areal (ha)                                   |
| 2005                                                                                                 | 2005                                         |                                              | 220                                          | 44#                                          |
| 2010                                                                                                 | 2010                                         |                                              | 465                                          | 85                                           |
| 2015                                                                                                 | 2015                                         |                                              | 874                                          | 213                                          |
| 2020                                                                                                 | 2020                                         |                                              | 1 664                                        | 234                                          |
| Anm.: 2005 avser summan av småorterna Ryssbo och Prinsbo och Mariedal. Ny tätort 2010. # Som småort. |                                              |                                              |                                              |                                              |

## Näringsliv
Nordic Camping Bredsand har organiserad camping från 1930-talet och en restaurang med anor från 1920-talet. Lifvs är en obemannad mataffär som öppnade 2019.

## Nybyggnation
Bredsandsbyn kallas ett område under uppbyggnad (från cirka 2010).